# Абдулкадер Тіам
Абдулкадер Тіам (фр. Abdoulkader Thiam, нар. 3 жовтня 1998, Магама) — французький і мавританський футболіст, центральний захисник клубу «Орлеан» і національної збірної Мавританії.

## Клубна кар'єра
Народився 3 жовтня 1998 року в мавританському місті Магама. Згодом перебрався до Франції, де займався футболом в академії «Монако». Протягом 2017–2018 років грав за другу команду клубу, але до «основи» пробитися не зумів.
2018 року уклав контракт з «Орлеаном», на той час клубом французької Ліги 2.

## Виступи за збірні
Граючи за юнацьку команду «Монако», 2014 року дебютував в іграх за юнацьку збірну Франції (U-16), загалом на юнацькому рівні взяв участь у 6 іграх.
2018 року дебютував в офіційних матчах у складі національної збірної Мавританії.
Був у заявці збірної на перший у її історії великий міжнародний турнір — Кубок африканських націй 2019 року в Єгипті, де залишався гравцем резерву і на поле не виходив.